# Capdenac-Gare
Capdenac-Gare é uma comuna francesa na região administrativa de Occitânia, no departamento de Aveyron. Estende-se por uma área de 20,21 km². Em 2010 a comuna tinha 4 581 habitantes (densidade: 226,7 hab./km²).